# Porto di Cala de' Medici
Il porto di Cala de' Medici, situato geograficamente sul Mar Ligure (storicamente in questa zona si parla erroneamente di Mar Tirreno), è il principale porto turistico di Rosignano Solvay, nel comune di Rosignano Marittimo; realizzato nei primi anni del XXI secolo, è tra i maggiori approdi per imbarcazioni da diporto della provincia di Livorno.
Nel 2015 è stato nominato tra i migliori "Marina Resort " italiani ottenendo la prestigiosa certificazione RI.NA. 
Nel 2016 la diga foranea è stata allungata nella sua martellata sommessa al fine di permettere la permanenza di imbarcazioni e navi oltre i 36 metri.

## Caratteristiche
L'approdo è costituito da un grande bacino aperto a nord e protetto da una diga a gomito verso sud.
Cala de' Medici dispone di circa 650 posti barca di cui una parte vengono riservati alle imbarcazioni in transito automaticamente da un software innovativo e sperimentale. L'utilizzo dei posti barca è subordinato alla partecipazione azionaria dei singoli Soci alla società per azioni Marina Cala De' Medici spa.
I servizi offerti sono: servizio ormeggiatori, ormeggi al transito, guardianaggio, rifornimento carburante, riparazioni meccaniche ed elettriche, alaggio, scivolo, acqua in banchina, allaccio alla rete elettrica, allaccio alla rete televisiva, copertura WI-FI, servizi igienici, attrezzature per disabili, centro di primo soccorso, noleggio barche, noleggio auto elettriche e biciclette, lavanderia a gettoni, servizio supermarket a bordo. Il porto offre un servizio di foresteria tutto l'anno.
Ha ottenuto dal 2011 la prima Bandiera Blu per la particolare attenzione che la gestione attua nel rispetto delle tematiche ambientali. Da allora ha sempre ottenuto questo riconoscimento ed è stato indicato come una struttura di eccellenza in ambito di risparmio energetico e tutela dell'ambiente. Nel 2015 il porto ha ottenuto la certificazione RINA Marina Excelence, ottenendo il massimo punteggio, con 5 timoni e la qualificazione 24 Plus.